# Enzo Jannacci
Enzo Jannacci, all'anagrafe Vincenzo Jannacci (Milano, 3 giugno 1935 – Milano, 29 marzo 2013), è stato un cantautore, cabarettista, pianista, attore, sceneggiatore e medico italiano, tra i maggiori protagonisti della scena musicale italiana del dopoguerra.
Caposcuola del cabaret italiano, nel corso della sua più che cinquantennale carriera ha collaborato con svariate personalità della musica, dello spettacolo, del giornalismo, della televisione e della comicità italiana, divenendo artista poliedrico e modello per le successive generazioni di comici e di cantautori.
Autore di quasi trenta album, alcuni dei quali rappresentano importanti capitoli della storia della canzone italiana, di varie colonne sonore e di canzoni per altri artisti (i più noti, Cochi e Renato), Enzo Jannacci, dopo un periodo di ombra nella seconda metà degli anni novanta, è tornato a far parlare di sé ottenendo vari premi alla carriera e riconoscimenti per i suoi ultimi lavori discografici.
È anche ricordato come uno dei pionieri del rock and roll italiano, insieme con Adriano Celentano, Luigi Tenco, Little Tony e Giorgio Gaber; con quest'ultimo formò il duo I Due Corsari. È uno tra gli artisti con il maggior numero di riconoscimenti da parte del Club Tenco, con quattro Targhe e un premio Tenco. Il suo album Quelli che... è presente nella lista dei 100 migliori album italiani secondo Rolling Stone alla posizione n. 97.

## Biografia

Un giovanissimo Enzo Jannacci al piano

### Origini e famiglia
Vincenzo Jannacci nacque a Milano il 3 giugno 1935, figlio di Giuseppe Jannacci, un maresciallo dell'Aeronautica Militare Italiana, che partecipò alla Resistenza durante la seconda guerra mondiale, distinguendosi in particolare nella difesa della sede dell'Aviazione milanese di piazza Novelli (i racconti del padre ispireranno canzoni come El portava i scarp del tennis, Sei minuti all'alba e La sera che partì mio padre), e di Maria Mussi, una sarta comasca; il nonno paterno, Vincenzo Jannacci (suo omonimo), era un macedone emigrato in Italia, in Puglia, poco prima della Grande Guerra (dove si italianizzò il nome).
Dopo aver conseguito nel 1954 la maturità scientifica presso il liceo scientifico "Albert Einstein" si diploma in armonia, composizione e direzione d'orchestra al Conservatorio Giuseppe Verdi di Milano.

### Attività come medico-chirurgo
Successivamente, nel 1969, si laurea in medicina all'Università di Milano. La scelta fu influenzata dal padre, che voleva imparasse cosa fosse la sofferenza e lo stare vicino alla gente. Per ottenere la specializzazione in chirurgia generale, si trasferisce in Sudafrica, entrando nell'équipe di Christiaan Barnard, primo cardiochirurgo a realizzare un trapianto cardiaco. La sua formazione ha compreso anche studi presso la Columbia University di New York (dove si è occupato anche di terapia intensiva e chirurgia toracica) e successivamente al Queens College. Nonostante si fosse diplomato al Conservatorio e avesse iniziato a pubblicare lavori discografici ancor prima di laurearsi in medicina, Jannacci ha sempre esercitato la professione medica, sia come cardiologo sia come medico di famiglia, a lato dell'attività musicale, fino alla pensione. Tra i suoi primi pazienti vi furono i colleghi e amici Teo Teocoli, Massimo Boldi e Renato Pozzetto. Riflettendo sulla sua esperienza professionale, Jannacci ha dichiarato di essersi sentito sempre un medico prima che un artista del mondo dello spettacolo, di essere un sostenitore della sanità pubblica - posizione che non trovava il favore di alcuni suoi colleghi, che lo etichettavano con il soprannome di "comunardo" per le sue posizioni di sinistra - e di aver sempre limitato il numero dei suoi pazienti al fine di garantire loro un servizio adeguato.
Nel 2024 il cantante Ricky Gianco ha affermato di aver rischiato la vita per colpa di una "cura del sudore" praticatagli da Jannacci in occasione di un episodio di febbre alta.

### Vita privata
Il 23 novembre 1967 si sposa con Giuliana Orefice. Il 5 settembre 1972 nasce l'unico figlio della coppia, Paolo, che seguirà le orme paterne diventando musicista e compositore.

## Carriera

### Gli esordi e il sodalizio con Giorgio Gaber
La carriera di musicista inizia negli anni cinquanta. Dopo il diploma in armonia, composizione e direzione d'orchestra e otto anni di pianoforte presso il Conservatorio di Milano con il maestro Gian Luigi Centemeri, inizia - all'età di vent'anni - a frequentare gli ambienti del cabaret, mettendo subito in mostra le proprie doti di intrattenitore e presentatore. Nel frattempo, si avvicina al jazz e comincia a suonare in alcuni locali milanesi, ma contemporaneamente scopre anche il rock and roll, genere nuovo che stava ottenendo grande successo negli Stati Uniti d'America con artisti come Chuck Berry, Bill Haley ed Elvis Presley.

Enzo Jannacci insieme a Giorgio Gaber in una foto-lancio della Ricordi alla fine degli anni 1950

Nel 1956 diventa tastierista dei Rocky Mountains, alla cui voce c'è Tony Dallara, che si esibiscono ripetutamente alla Taverna Mexico, all'Aretusa e al club Santa Tecla, ottenendo grande successo; tuttavia, alla fine di quell'anno Jannacci lascia il gruppo e, grazie all'amico Pino Sacchetti, conosce Adriano Celentano. Celentano gli propone di entrare come tastierista nel suo complesso, i "Rock Boys", con cui si esibisce nei locali sopraccitati e in particolare al Santa Tecla.
Il 17 maggio 1957 la band suona al primo "Festival italiano di rock and roll", che si tiene nel Palazzo del Ghiaccio di Milano e costituisce una svolta all'interno del panorama musicale nostrano. L'esibizione del gruppo manda in delirio il pubblico presente e permette a Celentano di acquisire vasta fama e, soprattutto, gli fa ottenere un contratto con la casa discografica Music.
Alla fine del 1958 Jannacci, pur continuando a suonare con i "Rock Boys", forma un duo con Gaber, noto con il nome di "I Due Corsari", che esordisce nel 1959 con alcuni 45 giri incisi per la Dischi Ricordi. La fortunata esperienza prosegue anche nell'anno successivo con altri due 45 giri e con due flexi-disc, intitolati Come facette mammeta (un classico della canzone umoristica napoletana) e Non occupatemi il telefono, usciti in abbinamento alla rivista Il musichiere. In quel periodo l'ambiente musicale milanese si infervora grazie a cantanti rock come Clem Sacco, Guidone, Ricky Gianco e Adriano Celentano, con il quale Jannacci continua a collaborare come pianista in alcune incisioni per la Jolly. Un'altrettanto importante evoluzione nella musica popolare italiana si registra anche in altri centri come, per esempio, Genova dove s'impongono i cantautori Umberto Bindi, Luigi Tenco e Gino Paoli, vicini alla Dischi Ricordi: con questi ultimi Jannacci collabora in vari progetti.

### L'inizio della carriera da solista e l'esperienza teatrale

Primo piano di un giovane Jannacci

Come jazzista suona con musicisti dello spessore di Stan Getz, Gerry Mulligan, Chet Baker e Franco Cerri, con i quali registra numerosi dischi, mentre è da Bud Powell che impara a lavorare sulla tastiera prevalentemente con la mano sinistra. Dopo i primi 45 giri incisi con Gaber, esordisce come solista con canzoni quali L'ombrello di mio fratello e Il cane con i capelli: sono brani nei quali il cantautore milanese fa già intuire uno stretto rapporto tra la musica e la comicità surreale, un legame che caratterizzerà gran parte della sua produzione artistica. A questo filone, quasi precursore del demenziale (che lui stesso definisce "schizo", abbreviazione di schizoide), si affiancano subito brani più romantici e introspettivi, come Passaggio a livello, delicata canzone d'amore che Luigi Tenco reincide valorizzando Jannacci anche come autore e pubblicata dalla Tavola Rotonda insieme a Il giramondo nel 1961.
Intanto, continua la fortunata esperienza dei "I Due Corsari"; tutti i 45 giri pubblicati nel biennio 1959-1960, tra cui le celebri Birra, Fetta di limone e Tintarella di luna vengono raccolti una decina di anni dopo nell'album Giorgio Gaber e Enzo Jannacci, pubblicato dalla Family, una sottoetichetta della Ricordi. Nel frattempo i "Rock Boys" si sono sciolti e dalle loro ceneri (con alcuni cambi di formazione) sono nati I Ribelli: Jannacci continua a suonare con loro e partecipa ai primi due 45 giri del gruppo (Enrico VIII e Alle nove al bar, entrambi del 1961); abbandona poi il complesso per dedicarsi soprattutto alla sua carriera solista.
Nel febbraio 1961 Giorgio Gaber partecipa al Festival di Sanremo con una canzone scritta da Jannacci, Benzina e cerini, che non ha però grande fortuna, essendo esclusa dalla finale. Successivamente Jannacci scrive Un nano speciale e L'artista, nelle quali Enzo racconta di individui poveri, patetici ed emarginati, un tema che gli sarà molto caro e che affronterà ripetutamente nell'arco di tutta la sua carriera di cantautore. Il 1º dicembre la Ricordi pubblica il 45 giri di Enzo Il cane con i capelli / Gheru gheru, distribuito – in una bizzarra quanto antesignana operazione di marketing – abbinato a un grande cane di peluche con tanto di capelli. All'inizio del 1962, il regista teatrale Filippo Crivelli lo scrittura per lo spettacolo Milanin Milanon, in cui canta e recita insieme a Tino Carraro, Milly, Sandra Mantovani e Anna Nogara, e per il quale compone una delle sue prime canzoni in dialetto milanese, Andava a Rogoredo. Poco dopo, con l'aiuto dell'animatore Bruno Bozzetto, firma un simpatico sketch per la televisione, Pildo e Poldo, che apparirà nella trasmissione Carosello fino al 1964.

### L'esordio su piccolo e grande schermo e i primi album

Jannacci sul palco del Derby insieme a Cochi Ponzoni e Renato Pozzetto.

Nel 1963 segue come pianista la tournée dell'amico Sergio Endrigo; sempre nello stesso anno inizia a esibirsi al Derby Club, locale milanese di cabaret, dove conosce prima Dario Fo e quindi Cochi e Renato con cui nascono spontanee amicizie che portano interessanti collaborazioni, soprattutto in ambito musicale. Poco dopo partecipa come comparsa ne La vita agra, pellicola firmata da Carlo Lizzani; canta Ti te se' no in un locale nel momento in cui vi entra il protagonista, interpretato da Ugo Tognazzi. Un'altra piccola parte gli verrà riservata nel 1967, quando reciterà per Giorgio Bianchi nel film Quando dico che ti amo. Nel dicembre 1964 viene pubblicato il suo disco di esordio, La Milano di Enzo Jannacci, formato interamente da pezzi cantati in dialetto e contenente uno dei suoi capolavori, El portava i scarp del tennis, commovente racconto della vita sciatta e modesta di un senzatetto milanese. Jannacci la canta alla fine dell'anno nel programma di Mike Bongiorno La fiera dei sogni, che è il suo esordio televisivo.
Allo stesso periodo risalgono due 45 giri: Veronica, con testo scritto da Dario Fo e Sandro Ciotti (racconto di un amore mercenario consumato al cinema) e Sfiorisci bel fiore (sulle morti in miniera), reinterpretato dopo molti anni da Mina, Gigliola Cinquetti, Pierangelo Bertoli e Francesco De Gregori. L'anno successivo Jannacci ritorna a teatro con lo spettacolo 22 canzoni, scritto a quattro mani con Dario Fo, dove propone molti nuovi brani, poi inseriti in un disco dal vivo: Enzo Jannacci in teatro, edito dalla Jolly nel 1965. La modalità di composizione dell'album è decisamente innovativa, trattandosi infatti del primo album italiano live in assoluto. I pezzi presenti nel disco sono quelli cantati nel corso di una delle repliche della rappresentazione teatrale, registrati e quindi riproposti in formato LP. Jannacci vi inserisce inoltre due brani in più, che erano stati interpretati in precedenza da Fo, Aveva un taxi nero (dallo spettacolo I sani da legare, del 1954) e Il foruncolo (che lo stesso drammaturgo varesino aveva presentato a Canzonissima del 1962).

Concerto negli anni 1960

Tra le canzoni suonate nell'arco dello spettacolo, che riscuote un grande successo e che per questo viene replicato numerose volte (sempre presso il Teatro Odeon di Milano), la più curiosa è La mia morosa la va alla fonte, basata su una melodia del XV secolo che successivamente il giovanissimo Fabrizio De André userà come accompagnamento melodico per una delle sue canzoni più famose, Via del Campo. Nel fare questo, il cantautore genovese sapeva che la ballata era stata modificata da Jannacci, e perciò si rese conto del plagio.  Dopo alcuni anni i due si chiarirono e De André restituì volentieri a Jannacci la paternità musicale della canzone.
Il 1966 è l'anno di Sei minuti all'alba, in cui nella title track è affrontato il tema della Resistenza, argomento tra i più cari al musicista milanese per i trascorsi del padre nei corpi partigiani durante la seconda guerra mondiale; la canzone, dedicata al genitore e a tutti coloro che condivisero questa difficile esperienza, parla proprio del breve tempo che separa il partigiano, catturato dai nemici, dalla sua fucilazione, che avverrà proprio al sorgere del Sole. Soldato Nencini racconta invece delle difficoltà di integrazione di un soldato, proveniente dall'Italia meridionale, in una caserma del Nord e precisamente di Alessandria, dove ai problemi di ambientamento con i commilitoni si aggiunge anche la lettera dell'amata Mariù, che gli annuncia la decisione di lasciarlo, complice l'incapacità di sopportare la terribile lontananza dall'innamorato. Nell'album vi è anche Faceva il palo, divertente brano in dialetto milanese scritto con Walter Valdi.
Realizza quindi "Papalla", un'altra scenetta per gli spot di Carosello che durerà cinque anni.

### Il tormentoneVengo anch'io...e il successo presto svanito
Enzo Jannacci torna alla ribalta due anni dopo con un nuovo album, realizzato con la solita collaborazione di Fo e insieme a Fiorenzo Fiorentini: Vengo anch'io. No, tu no, trainato dall'omonimo singolo, diventa in breve tempo campione di vendite e balza in cima alle classifiche italiane, giungendo addirittura al primo posto dell'hit parade di Lelio Luttazzi. Il cantautore riscuote improvvisamente un grande seguito, che gli vale la partecipazione a diversi show televisivi, come Quelli della domenica, iniziato il 4 febbraio, in compagnia di alcuni amici collegati all'ambiente del Derby (Cochi e Renato, Lino Toffolo e Felice Andreasi in primis).

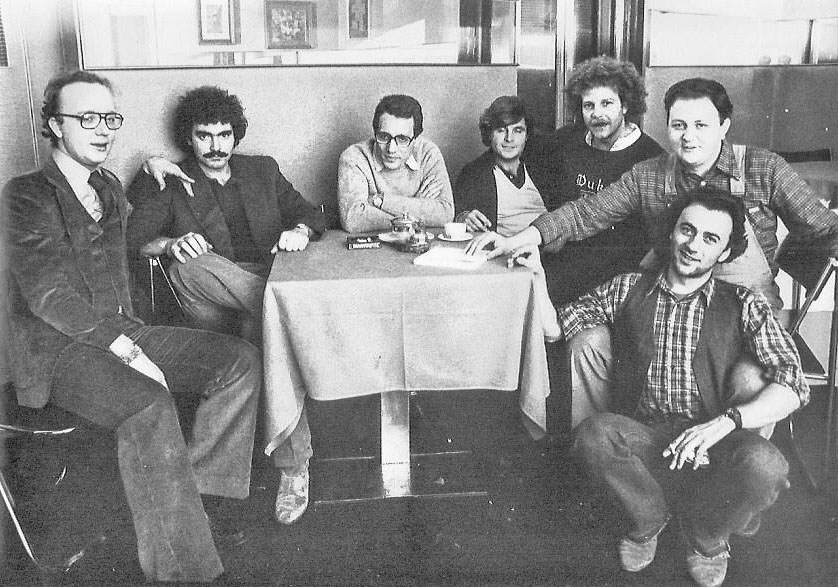
Jannacci (terzo da sinistra) sul finire degli anni settanta, assieme ad altri artisti che animarono il Derby Club e formarono il Gruppo Repellente: Ernst Thole, Diego Abatantuono, Mauro Di Francesco, Giorgio Porcaro, Massimo Boldi e Giorgio Faletti

Jannacci non paga lo scotto di essere un "novellino" davanti alle telecamere, dimostrando di sapere calcare nel migliore dei modi i palchi televisivi come quelli del teatro, solitamente a lui più confacenti. Gli apprezzamenti della critica arrivano anche con Ho visto un re, brano cantato insieme a Fo e a un coro di accompagnamento: il pezzo appare al primo ascolto ironico e nonsense ma, in realtà, è infuso di metafore a sfondo politico. Non a caso, diventa uno dei brani simbolo del '68, amato proprio per la sua apparente innocenza che nasconde una graffiante satira sociale. Questa caratteristica è ravvisabile anche nella canzone più celebre dell'album, la già citata Vengo anch'io. No, tu no, il cui exploit è certamente dovuto all'apparente semplicità e orecchiabilità del testo e in particolare del ritornello: in realtà, la definizione di "canzoncina" che le viene solitamente attribuita è molto riduttiva. Infatti, come sottolineato dal critico musicale Gianfranco Manfredi, colui che pronuncia la ricorrente domanda «Vengo anch'io?» e che viene respinto dagli altri con un eloquente quanto significativo «No, tu no», simboleggia il tipico personaggio che, secondo l'immaginario collettivo, cerca a ogni costo di non sentirsi escluso dal gruppo di amici a cui si riconduce, chiedendo di poterci essere - qualunque sia il progetto e l'intenzione della massa - come tutti gli altri. Ma le altre persone lo respingono solo per il gusto di vedere qualcuno nel ruolo dell'emarginato, di quello «di cui si deve ridere ma che non deve ridere».
Inoltre, lo stesso Manfredi, riportando il testo completo e originario della canzone, ha rivelato l'esistenza di due strofe che, per motivi legati alla censura, sono state rimosse dalla canzone; il loro testo si riferisce alla tragedia dei minatori italiani in Belgio (disastro di Marcinelle) e alla sanguinaria dittatura del generale congolese Mobutu, le cui efferatezze in materia di diritti umani stavano scuotendo in quel periodo le coscienze dell'Occidente.
Nel 1968 partecipa alla dodicesima edizione di Canzonissima, dove arriva in finale. Vorrebbe presentare Ho visto un re nello scontro diretto contro Gianni Morandi, ma la commissione Rai si oppone, ritenendola eccessivamente intrisa di significato politico e di tono polemico. Ripiega quindi su Gli zingari, brano struggente e delicato, molto diverso dalla leggerezza e dal tono goliardico dei suoi successi più recenti e, infatti, non ottiene l'apprezzamento del pubblico. Questa delusione, che va al di là della mancata vittoria alla manifestazione, è così cocente da indurre Jannacci a trasferirsi per quattro anni (a periodi alterni), prima in Sudafrica e poi negli Stati Uniti, allo scopo di riprendere gli studi di medicina, in particolare di chirurgia e cardiologia, che aveva abbandonato temporaneamente dopo la laurea e l'inizio della carriera nel mondo dello spettacolo. Nello Stato africano collabora con il cardiologo Christiaan Barnard, grazie al quale approfondisce notevolmente le sue conoscenze in ambito medico.

### Scema la fama, non altrettanto la vena creativa
Nel periodo della specializzazione medica, la notorietà di Jannacci subisce un calo vistoso. Tuttavia il cantautore milanese non abbandona completamente le sue passioni, continuando a scrivere nuove canzoni. Dopo la pubblicazione di una sorta di raccolta, comprendente tuttavia qualche pezzo inedito, dal titolo Le canzoni di Enzo Jannacci, tra il 1970 e il 1972 escono altri due nuovi LP: La mia gente e Jannacci Enzo in cui spiccano tra le canzoni Mexico e nuvole, scritta da Paolo Conte, e Ragazzo padre, manifesto dell'indifferenza e del disinteresse di Stato e Chiesa nei confronti di chi non segue l'etica impartita dalle autorità pubbliche e religiose.
Nello stesso periodo, per tentare di rilanciarsi, Jannacci realizza un programma con l'amico e scrittore Luciano Bianciardi (che aveva conosciuto nella metà degli anni sessanta quando cantava molto in milanese). Il titolo del programma è "Ohé sunt chì", come la canzone scritta con Dario Fo che apriva lo storico Recital "22 Canzoni" del 1965.

Enzo Jannacci, nel film L'udienza (1971), osserva estasiato la processione del Papa

Sempre nel 1972 esce Giorgio Gaber e Enzo Jannacci, disco che racchiude tutti i successi firmati da "I Due Corsari" tra il 1959 e il 1960. Il 20 giugno 1970 prende parte con Mina alla prima puntata della terza serie dello show Senza rete, dove canta Messico e nuvole, La mia gente, un medley di L'Armando / Faceva il palo / El portava i scarp del tennis/ Vengo anch'io. No, tu no, concludendo l'esibizione interpretando con Nicola Arigliano e Mina la sigla di chiusura Ciao, devo andare. Due anni dopo è ospite di Cochi e Renato nella sesta puntata del loro spettacolo TV Il buono e il cattivo con cui canta El carrete.
Nei periodi di pausa dall'attività lavorativa, torna quindi a Milano, dove dedica molto tempo alla realizzazione, col giornalista Beppe Viola, di uno spettacolo teatrale, La tapparella e di un libro, L'incompiuter, edito dalla Bompiani in una collana diretta da Umberto Eco. Nel 1970 è il protagonista di un episodio (Il frigorifero) del film di Mario Monicelli Le coppie, in cui interpreta il ruolo di Gavino Puddu, un povero venditore di castagnaccio di origine sarda che, d'accordo con la moglie (Monica Vitti), acquista a rate un frigorifero che perderà non riuscendo a pagare i debiti contratti; alla fine, appoggerà di buon grado la decisione della consorte di prostituirsi per potere tirare avanti.
L'anno dopo è il protagonista de L'udienza di Marco Ferreri, dove recita la parte di un modesto e stralunato ufficiale in congedo, Amedeo, che vuole incontrare a tutti i costi il Papa, ma non vi riesce per le lentezze della burocrazia vaticana e per varie vicissitudini, e alla fine muore sotto il colonnato di San Pietro.

Enzo Jannacci, abbracciato agli inseparabili Cochi e Renato, canta con loro Canzone intelligente durante la trasmissione "Il poeta e il contadino" (1973)

Ritornato definitivamente in patria, redige in pochi mesi due pièce teatrali che porta quasi immediatamente in televisione: Il poeta e il contadino (1973) e Saltimbanchi si muore (1979), di cui cura anche la regia.
Il primo dei due spettacoli, grazie all'impegno di Cochi Ponzoni e Renato Pozzetto, ha anche una trasposizione televisiva. Enzo vi partecipa una sola volta, interpretando Il panettiere, Canzone intelligente e La mia zia con Felice Andreasi e Teo Teocoli. Dal 1974 comincia con successo a comporre colonne sonore per il cinema. La prima in ordine di tempo accompagna Romanzo popolare di Mario Monicelli, regista che  ià nel 1970 lo aveva scelto per il ruolo di Gavino Puddu in Le coppie. Nel 1975, è la volta di Pasqualino Settebellezze, firmato da Lina Wertmüller. Dal 1975 al 1988 Jannacci curerà l'accompagnamento musicale di altri cinque film: L'Italia s'è rotta, per la regia di Steno, 1976; Sturmtruppen di Salvatore Samperi; Gran bollito di Mauro Bolognini, nel 1977; Saxofone di Renato Pozzetto, 1978; Piccoli equivoci di Ricky Tognazzi, 1988.
Nel 1974 realizza insieme a Cochi e Renato la sigla di Canzonissima, più nota con il titolo E la vita, la vita, oltre ad altri brani di genere comico-demenziale (La gallina, Silvano, Il bonzo, L'uselin della comare e altri ancora).

### Quattro dischi e nessun concerto
Nella seconda metà degli anni settanta Jannacci si dedica soprattutto alla sua professione di medico, non abbandonando tuttavia la musica pubblicando  quattro album di inediti in appena cinque anni. La sua musica rimane piuttosto nascosta, ma Jannacci non sembra preoccuparsene; sempre più rade si fanno difatti le sue apparizioni in televisione, e si registra la stessa tendenza anche per quanto riguarda i tour per l'Italia, che non organizza prima del 1979, in concomitanza con l'uscita di Foto ricordo e con il già citato Saltimbanchi si muore. Intanto, nel 1974 partecipa a Un disco per l'estate con Brutta gente.

Jannacci durante gli anni 1970

Nel gennaio 1975 Jannacci si chiude con Tullio De Piscopo e Bruno De Filippi negli studi Regson di Milano; in due mesi registra il suo settimo album in studio, Quelli che..., il primo uscito sotto l'etichetta Ultima Spiaggia. Contiene l'omonimo singolo, molto ironico nei testi, Vincenzina e la fabbrica, ritratto di una povera ragazza intenta ad affrontare, con dispiacere e per la prima volta, la realtà industriale, El me indiriss, dove l'autore racconta la sua infanzia, Il monumento, invettiva contro la guerra e Nove di sera, simpatica traduzione di un pezzo di Chico Buarque. Non manca la preziosa collaborazione di Beppe Viola, che presta la sua voce in Dottore..., uno dei tanti intermezzi parlati che appaiono nel disco.
O vivere o ridere è pubblicato nel giugno 1976: Vivere, canzone scritta in epoca fascista da Cesare Andrea Bixio, e Rido sono gli unici brani dell'album ad apparire nel formato 45 giri.

Copertina di Mina quasi Jannacci (1977)

Del 1977 è invece Secondo te...Che gusto c'è?, la cui canzone omonima viene scelta da Pippo Baudo come sigla del suo programma della domenica. Registra La costruzione, versione di un'altra canzone del De Hollanda, Saxophone e Jannacci arrenditi!, esilarante monologo con testo e musica dello stesso Jannacci. L'orchestra che lo accompagna in questo disco è quella di Pippo Caruso, direttore musicale grande amico di Baudo, la cui decisione di affidare la composizione delle musiche della sua trasmissione a Jannacci fu probabilmente consigliata proprio dal maestro. Nello stesso anno, Mina reinterpreta dieci canzoni di Jannacci e le fa pubblicare nella raccolta Mina quasi Jannacci, dove il cantautore milanese duetta con lei nel pezzo E l'era tardi.
Nel 1978 incide la colonna sonora di Saxofone di e con Renato Pozzetto, con il quale cura anche buona parte della sceneggiatura. Seguendo poi la moda dilagante del video musicale ad accompagnare le canzoni, sceglie di rinnovare la sua immagine: gira il video di Silvano.., pattinando per via Dante e per il centro di Milano e diversi filmati al Derby Club con Massimo Boldi, Giorgio Faletti, Diego Abatantuono e altri.

### La ripresa del rapporto diretto con il pubblico
La carriera musicale di Enzo Jannacci, dopo un lungo periodo di semioscurità, riprende con successo dal 1979. Sia per la nuova uscita discografica (Foto ricordo), sia per sua decisione di tornare a fare musica dal vivo, quella che prima era una costante, per il contatto schietto e sincero che Jannacci aveva avuto sempre con gli spettatori del Derby e dei teatri, ma che si era persa negli ultimi anni. Intanto, Paolo Conte diventa per Jannacci un punto di riferimento sia negli studi di registrazione sia nella vita privata; i due realizzano insieme Sudamerica ma soprattutto Bartali, tributo al ciclismo e all'uomo che incarnò di più lo spirito di competizione e di abnegazione tipico di questo sport. Conte lo invita a partecipare a una delle sue serate che si tengono presso il "Teatro Pier Lombardo" di Milano. Jannacci accetta e torna sul palcoscenico. Poco tempo dopo gira il video di Bartali, dove anche la moglie Giuliana Orefice, solitamente restia ad apparire in pubblico con il marito, fa la sua comparsa insieme a Massimo Boldi.

Enzo Jannacci negli anni ‘80

È l'inizio di un periodo professionalmente ricco di soddisfazioni; prima ritorna in televisione, poi rilascia a Riccardo Rinetti, giornalista della seguitissima rivista Ciao 2001, una lunga intervista nella quale descrive i retroscena della sua grande amicizia con Dario Fo. All'inizio del 1980, la casa editrice Lato Side pubblica il volume Canzoni di Enzo Jannacci, un volume di testi con copertina di Emanuele Luzzati e un poderoso saggio iniziale dello scrittore, sceneggiatore e cantautore Gianfranco Manfredi, che fa un resoconto dei suoi primi venticinque anni da musicista.
Nel 1980 Jannacci riguadagna così un posto di primo piano nella musica italiana; il cambio di etichetta – torna alle origini lavorando di nuovo per la Ricordi – è segno che Jannacci suscita nuovamente l'interesse delle masse: fatto confermato dal balzo dell'audience quando la televisione pubblica manda in onda uno speciale su di lui, condotto da Fo. Successivamente, è in concerto con la sua band in Svizzera, dove la televisione di Stato registra il suo spettacolo, trasmesso in differita e pubblicato poi in formato VHS.
Sull'onda del successo, in poco più di un anno scrive Ci vuole orecchio, che trainato dal grande favore incontrato dalla title track, diventa il disco di Jannacci più venduto dai tempi di Vengo anch'io. No, tu no. Il mese di dicembre vede la pubblicazione di Nuove registrazioni, che raccoglie alcune sue hit (come L'Armando, El portava i scarp del tennis e La luna e la lampadina). Cura gli arrangiamenti del nuovo disco di Milva, che gli rende omaggio interpretando Per un basin, Soldato Nencini, Non finirà mai e altri brani che denotano un cambiamento notevole del timbro vocale; il canto melodioso ma forte e deciso della "Rossa" è distante anni luce dal tono quasi gracchiante della voce di Jannacci, che solo in un secondo tempo verrà abbandonato per lasciare spazio a una modalità di canto più armoniosa e musicale (il figlio Paolo rivestirà un ruolo sostanziale in questa fase).

Enzo Jannacci in concerto (30 anni senza andare fuori tempo)

Il 14 febbraio 1981 inizia per Jannacci una tournée trionfale per l'Italia. Nel girare la penisola, il cantautore porta con sé un tendone da 5 000 posti, allestito nello Stadio Giuseppe Meazza in zona San Siro dall'ARCI e l'orchestra con cui ha registrato gli ultimi cinque dischi, composta da otto elementi, tra cui Sergio Farina alla chitarra, l'unico del complesso di allora a far parte fino all'ultimo del gruppo di musicisti che hanno accompagnato le performance canore di Jannacci.
Sempre nello stesso mese, la televisione pubblica trasmette un altro speciale dedicato alla figura di Enzo Jannacci, dove il cantautore racconta le fasi della lavorazione dell'ultimo album in studio e ricorda la spensieratezza degli anni del rapporto di collaborazione con Giorgio Gaber, dichiarando con sincerità:

### Jannacci protagonista in televisione e a teatro

#### Tre concerti trasmessi dalla Rai
Dopo la pubblicazione dell'album E allora concerto, a cui collabora anche Beppe Viola, alla fine del 1981, il concerto di Enzo Jannacci a Verona viene trasmesso dalla Rai, che si riserva di censurare le parti più discutibili (per esempio, quando il cantautore afferma che «La televisiun, la t'endormenta 'me un cojon») amplificando il rumore prodotto dagli applausi della folla che assiste allo spettacolo. Due mesi dopo, interpreta una piccola parte nel film di Ettore Scola Il mondo nuovo, con Marcello Mastroianni. Compone quindi la sigla del programma Il dritto, modificando leggermente l'omonimo singolo che Jannacci aveva lanciato con Ci vuole orecchio l'anno prima. La televisione pubblica trasmette altri due concerti di Jannacci, di cui il primo, registrato probabilmente a Milano, in due puntate.
Il 17 ottobre 1982 muore l'amico Beppe Viola; la scomparsa del giornalista, che aveva lasciato la sua impronta in canzoni cardine del repertorio del "cantautore medico" (Rido, Secondo te...Che gusto c'è?, Saxophone, Vincenzina e la fabbrica), lo colpisce a tal punto da fargli prendere una pausa di riflessione, prolungando notevolmente i lavori di realizzazione del nuovo album, Discogreve: il disco, pubblicato nel 1983, sarà però un fallimento. Nello stesso anno partecipa a Saint Vincent Estate 1983, portando due brani tratti dal suo recente lavoro: L’animale e 'O surdato 'nnammurato (parodia della celebre canzone napoletana).
L'anno dopo è particolarmente denso di impegni. Collabora con Lina Wertmüller interpretando nel suo nuovo film, Scherzo del destino in agguato dietro l'angolo come un brigante da strada, il ruolo del terrorista evaso Gigi Pedrinelli; accetta la proposta dei Matia Bazar, offrendo la sua voce in alcuni spezzoni del loro nuovo singolo Elettrochoc e reincide con Giorgio Gaber quattro vecchie canzoni, inserite nel mini album Ja-Ga Brothers, pubblicato dalla CGD il 21 luglio.

#### La conduzione diGransimpaticoe i nuovi recital

Jannacci negli anni ‘90

In ottobre e novembre si moltiplicano gli appuntamenti in TV in compagnia di Jannacci. Insieme a Maria Teresa Ruta e Josy Nowack conduce su Rai 2 la prima puntata del varietà Gransimpatico; tra gli ospiti si annoverano Massimo Boldi, Teo Teocoli, Paolo Conte, Dario Fo, Alberto Fortis, Diego Abatantuono, Maurizio Micheli, Vasco Rossi (duetta con lui in Vita spericolata) e Giorgio Gaber, ospite fisso con cui interpreta, uno per ogni serata (più l'inedito C'è solo la strada), tutti i brani della brevissima compilation di recente pubblicazione. Inoltre, durante la prima puntata, suona tutti i suoi successi, più due pezzi estratti dal suo ultimo disco da solista.
Nel 1984 scrive l'inno del Milan, di cui si dichiara tifoso sfegatato; nel mese di ottobre Antenna 3, emittente televisiva lombarda, durante il programma Effetto concerto trasmette uno spettacolo di Jannacci, dove canta Mario, scritta alla fine degli anni settanta da Pino Donaggio.
Il 1985 inizia con la pubblicazione di un nuovo disco, L'importante, formato da canzoni all'apparenza semplici e goliardiche (come la canzone che dà il titolo all'album), ma che in realtà riflettono fortemente la distanza che Jannacci sente verso le nuove tendenze musicali degli anni ottanta. È presente inoltre una profonda critica anche alla società italiana degli anni '80: "Son s'cioppàa", con i suoi riferimenti all'abbigliamento e al modo di vestire, di quegli anni, è indirizzata ai giovani di quegli anni (i cosiddetti "yuppies"). Porta quindi in teatro un nuovo spettacolo, il recital Niente domande, dopodiché si prende una pausa prolungata, che dura fino a quasi tutto il 1986, quando cominciano le registrazioni di un altro album. Jannacci suona dal vivo a Lugano un concerto che cinque anni dopo sarà pubblicato in formato VHS, e successivamente in CD e DVD.

Enzo Jannacci nei primi anni ‘90

L'11 marzo '87 sbarca nei negozi di dischi il nuovo album Parlare con i limoni; il singolo omonimo contiene una dotta e toccante citazione su Luigi Tenco, che Jannacci conosceva personalmente e di cui ricorda la canzone Il tempo dei limoni, affermando che «Al mio amico Tenco non gli han fatto vedere neanche i limoni». Nel frattempo, dà il via al nuovo tour per promuovere l'ultimo disco; in uno degli spettacoli, suscita l'ilarità del pubblico dialogando con la sua immagine proiettata sul maxischermo:
In estate ritorna a Un disco per l'estate 1987 con la sua recente canzone Due gelati.
L'intervista concessa sul Naviglio nel novembre 1989 sarà trasmessa in accompagnamento alle sette puntate di L'importante è esagerare, dedicate alla trentennale carriera di Jannacci, dagli inizi fino alle apparizioni più recenti. La stessa cosa succede il 18 dicembre, quando la troupe della Rai si reca direttamente a casa sua per registrare le impressioni di Jannacci sull'evoluzione della musica italiana in tutto il dopoguerra.
Alla fine del mese parte con il suo ultimo spettacolo itinerante, intitolato Tempo di pace...Pazienza!

### Dal 1989 al 2011
Nel 1989 partecipa per la prima volta al Festival di Sanremo, senza troppo successo, con Se me lo dicevi prima, incentrata sulla lotta contro la droga, oltre che al XIV Premio Tenco. Sempre nel 1989 incide, nel corso di una fortunata tournée, un album doppio dal vivo che contiene gran parte dei suoi successi e s'intitola Trent'anni senza andare fuori tempo.
Nel 1991 ritorna al Festival di Sanremo con la canzone La fotografia in coppia con Ute Lemper, e riceve il premio della Critica; contemporaneamente realizza il suo ultimo microsolco, con gli arrangiamenti di Celso Valli, intitolato Guarda la fotografia: è un album importante, uno dei migliori della sua discografia, che contiene brani notevoli come Il gruista, I dispiaceri, La strana famiglia (cantata con Gaber), L'alfabeto muore, La fotografia.

Jannacci in concerto negli anni ‘90

Nel 1994 si presenta per la terza volta al Festival di Sanremo in coppia con Paolo Rossi con il brano I soliti accordi, insolitamente dissacrante per la manifestazione, che è anche il titolo del rispettivo CD, arrangiato da Giorgio Cocilovo e Paolo Jannacci. Nel 1996 partecipa al XXI Premio Tenco.
Nel 1998 partecipa per la quarta volta al Festival di Sanremo con Quando un musicista ride, che vince nuovamente il premio della Critica per il miglior testo, e da cui nasce una raccolta omonima con tre brani inediti (uno dei quali, Già la luna è in mezzo al mare, è realizzato insieme all'ormai Nobel per la Letteratura Dario Fo).
Successivamente, Jannacci ritorna alla sua vecchia passione del jazz (nel 1999 presenta al Teatro Smeraldo di Milano la serata straordinaria Viva il jazz, trasmessa da Rai 1). Nel 2000 riceve il Premio Ciampi alla carriera.
Nel 2001, dopo sette anni di assenza dovuti anche alla difficoltà di trovare una casa discografica, presenta grazie all'etichetta Ala Bianca un nuovo CD, dedicato al padre, Come gli aeroplani, realizzato in collaborazione col figlio Paolo, composto in gran parte da canzoni inedite (Come gli aeroplani, Cesare, Sono timido, Varenne, Luna rossa...) più una versione italiana di The windmills of your mind di Michel Legrand.
Nel 2002 vince, con Lettera da lontano, la Targa per la migliore canzone dell'anno al XXVII Premio Tenco. Del 2003 è il CD L'uomo a metà (L'uomo a metà, Il sottotenente, Maria, Gino...), il cui brano omonimo si aggiudica di nuovo la Targa Tenco per la miglior canzone.

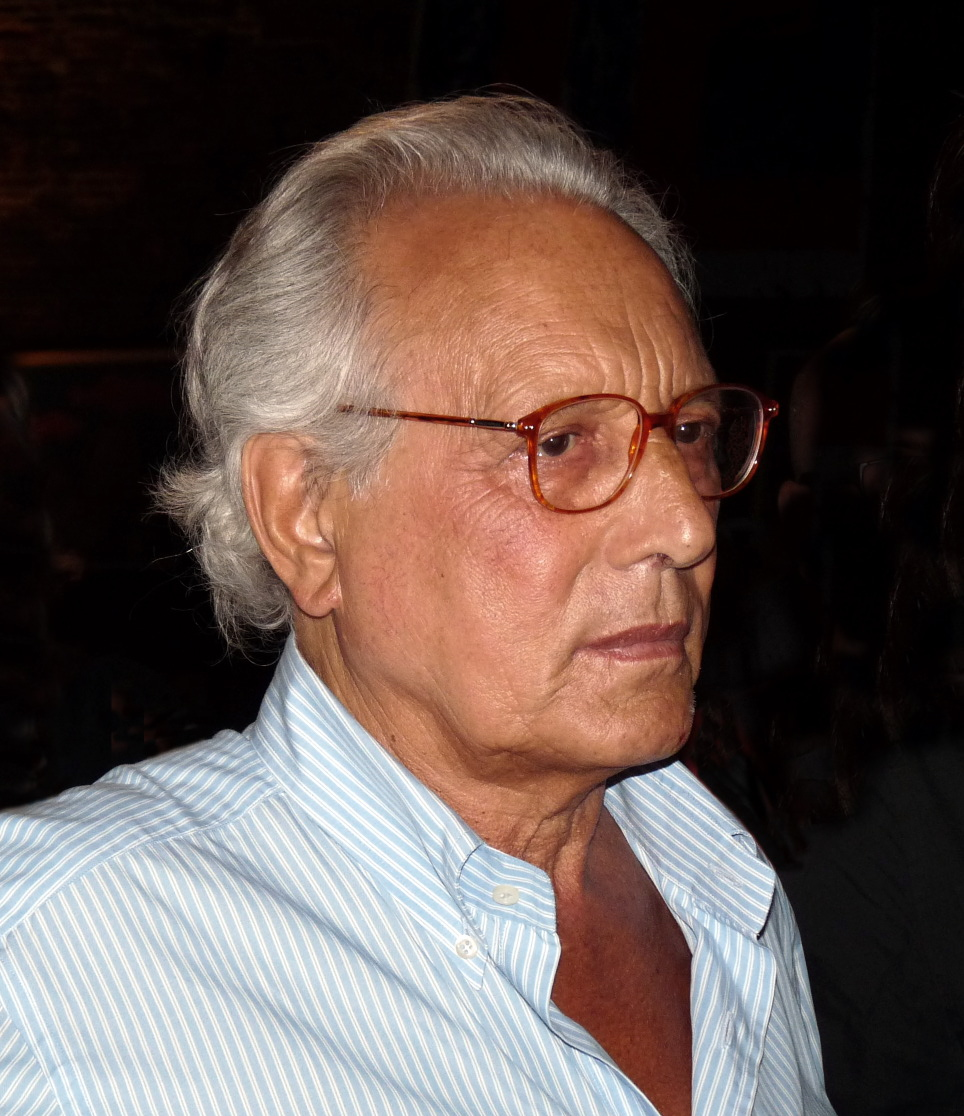
Jannacci nel 2009

La raccolta The Best 2006 è il suo ultimo doppio cd, contenente i 35 brani più significativi della quarantennale carriera del cantautore milanese, riarrangiati e prodotti dal figlio Paolo: più di due ore e mezzo di musica, con tre brani inediti (Rien ne va plus, Mamma che luna che c'era stasera e Il ladro di ombrelli) e una versione in italiano di Dona che te durmivet (contenuta in "Sei minuti all'alba"), che diventa Donna che dormivi; inoltre c'è una nuova versione di Bartali in duetto con Paolo Conte.
Come autore per altri e arrangiatore, ha contribuito tra l'altro agli album La Rossa (1980) di Milva e Mina quasi Jannacci (1977) di Mina, oltre che a svariati dischi di Cochi e Renato.
Nel 2011 l'etichetta discografica Ala Bianca pubblica, per la prima volta in formato diverso dal vinile, Foto ricordo, O Vivere O Ridere, Quelli Che... e Secondo te... Che gusto c'è? e un cofanetto che racchiude i quattro album, che erano stati pubblicati negli anni '70 dalla piccola etichetta "Ultima Spiaggia".

### Il teatro
Fa i suoi primi spettacoli nei teatrini di cabaret nel 1955, facendosi apprezzare per il talento comico. Nel 1962 il regista Filippo Crivelli lo scrittura per lo spettacolo Milanin Milanon, che va in scena al Teatro Gerolamo, con Tino Carraro e Milly: comincia così la sua carriera parallela di attore di teatro e poi anche di cinema. Al Derby Club di Milano era stato notato anche da Dario Fo, che nel 1964 realizza con lui lo storico recital 22 canzoni, che riscuote un grande successo: il Teatro Odeon di Milano registra quasi un mese di tutto esaurito.
Una rarità assoluta come attore teatrale Jannacci la interpretò con Franca Valeri e Francesca Siciliani nel 1970, nell'atto unico La cosiddetta fidanzata. Venne trasmesso in TV il 20 novembre del 1970 e fa parte di un ciclo di atti unici della Valeri intitolato "Le donne balorde". È stato riproposto in TV nel 1976 e fu commissionato dalla Rai nel 1975 da Raffaele La Capria che ne era allora funzionario. Il testo di La cosiddetta fidanzata è presente nel libro "Tragedie da ridere" di Franca Valeri, pubblicato da "La Tartaruga" nel 2003.
Interpreta poi numerosi altri lavori come Il poeta e il contadino (1973), Saltimbanchi si muore (1979), La tappezzeria, scritta a quattro mani con Beppe Viola, con cui scrive anche L'incomputer edito dalla Bompiani in una collana diretta da Umberto Eco (1974). Nel 1985 ha portato in teatro il recital Niente domande; nell'86 lo spettacolo teatrale Parlare con i limoni; nel 1988-89 un altro recital, Tempo di pace... pazienza!.
Nel 1991, al Teatro Carcano di Milano e al Teatro Carlo Goldoni di Venezia, interpreta (in modo molto personale) in compagnia di Giorgio Gaber, Felice Andreasi e Paolo Rossi un classico del teatro dell'assurdo, Aspettando Godot di Samuel Beckett.
Nel 1998 presenta in teatro lo spettacolo È stato tutto inutile (dove ripropone canzoni come Pesciolin e Brutta gente, da tempo assenti nelle esecuzioni dal vivo). Nel 2003, in apertura dei concerti della tournée tratta dal disco L'uomo a metà, fa un lungo e affettuoso monologo sull'amico Giorgio Gaber.
Nel 2004, al Teatro dei Filodrammatici di Milano, firma la regia de La storia del mago, un pastiche di suoi testi, interpretati dai suoi quattro fedelissimi allievi: Osvaldo Ardenghi, Andrea Bove, Egidia Bruno e Enzo Limardi.
Sempre nel 2004, firma per Egidia Bruno la regia e le musiche de La Mascula, tratto dall'omonimo racconto della Bruno, vincitore del Premio Massimo Troisi 2002.

### Il cinema

Jannacci nel film La vita agra

Esordisce nel cinema nel 1964 con il film La vita agra di Carlo Lizzani: canta Ti te se no in un locale dove entra il protagonista, interpretato da Ugo Tognazzi.
Al cinema è poi protagonista di un episodio (Il frigorifero) diretto da Mario Monicelli per il film Le coppie (1970), e de L'udienza di Marco Ferreri (1971). Ha inoltre interpretato i film Il mondo nuovo di Ettore Scola (1982), Scherzo del destino in agguato dietro l'angolo come un brigante da strada di Lina Wertmüller, accanto a Ugo Tognazzi (1983) e Figurine di Giovanni Robbiano (1997). Nel 2010 è tra gli interpreti de La bellezza del somaro, per la regia di Sergio Castellitto, film nel quale interpreta il ruolo dell'anziano fidanzato della figlia adolescente dei protagonisti.
Ha composto anche numerose colonne sonore, come quelle di Romanzo popolare di Mario Monicelli (1974), di cui insieme a Beppe Viola ha anche tradotto in un felicissimo slang milanese i dialoghi di Age & Scarpelli e al quale ha regalato una delle più poetiche e intense canzoni da lui scritte, Vincenzina e la fabbrica; Pasqualino Settebellezze (1975), di Lina Wertmüller; Sturmtruppen (1976); Gran bollito di Mauro Bolognini (1977); Saxofone di e con Renato Pozzetto (1979), Matlosa di Villi Hermann (1981) e Piccoli equivoci di Ricky Tognazzi (1989).

### La televisione

Un'apparizione televisiva di Giorgio Gaber e Jannacci

Nello stesso anno (1963) inizia la collaborazione con l'animatore Bruno Bozzetto, che inserisce nella fortunata trasmissione Carosello il suo sketch Unca Dunca, trasmesso in televisione fino al 1970. L'anno successivo il regista Filippo Crivelli lo scrittura per lo spettacolo Milanin Milanon, con Tino Carraro e Milly, dando così inizio alla sua carriera parallela di attore di teatro e poi anche di cinema. Per lo spettacolo Jannacci compone una nuova canzone, Andava a Rogoredo, incisa su disco due anni dopo, mentre la registrazione dello show sarà stampata solo nel 1972.
In televisione, dopo un inizio problematico (bocciato al suo primo provino, nel 1961), nel 1965 è protagonista della trasmissione Ohei! Son qui (autori Luciano Bianciardi ed Enrico Vaime), in cui compaiono altri giovani cantanti quali Nicola Arigliano, Tony Dallara, Giorgio Gaber e Jimmy Fontana. Gira alcuni spot di Carosello e partecipa allo spettacolo Quelli della domenica, con Cochi e Renato, Lino Toffolo, Felice Andreasi, Bruno Lauzi e altri comici del Derby Club (1968). In seguito è stato lanciato dalla riduzione degli spettacoli teatrali Il poeta e il contadino (1973) e nel 1974 è autore della sigla di Canzonissima E la vita, la vita, cantata da Cochi e Renato; nel 1977 è autore e interprete della sigla di Secondo voi?, Secondo te… che gusto c'è.
Nel 1980 realizza Saltimbanchi si muore, varietà comico con Boldi, Abatantuono, Teocoli, Porcaro, Thole, Di Francesco, Giorgio Faletti, Guido Nicheli, Gianrico Tedeschi di cui era autore e regista. In seguito ha realizzato gli show Jannacci Special (1980), Ci vuole orecchio (1981), Gransimpatico (1983), Nel 1988 partecipa a Trasmissione forzata su Rai 3, che segna il ritorno televisivo di Dario Fo e Franca Rame. Nel 1989 è nel cast di D.O.C.

Jannacci nel suo show televisivo Gransimpatico (1983), in compagnia dei Matia Bazar con cui collaborerà nel brano Elettrochoc

Nel 1991 Rai 3 ha trasmesso L'importante è esagerare, una serie di otto puntate dedicata alla sua carriera. Nel 1995 ha fatto coppia con Piero Chiambretti ne Il Laureato bis. È autore della sigla di Quelli che il calcio... nelle edizioni condotte da Fabio Fazio, derivata dalla storica Quelli che..., scritta in origine con Beppe Viola. Nel 1997 realizza la trasmissione M.B.U.* Quelli di Jannacci (l'indicazione finale spiega: * = Milano Bolgia Umana), che va in onda alle due di notte su Rai 1 per nove puntate. Il costo della trasmissione è bassissimo: «In tutto 80 milioni. Come mai? Semplice, non rubiamo», commenta Jannacci.
Nel 2000 compone la sigla della serie TV Nebbia in Valpadana, che vede il ritorno della coppia Cochi e Renato, i quali nel 2007 lo chiamano come ospite fisso del loro programma televisivo Stiamo lavorando per noi. Nel 2006 in occasione degli ottant'anni del Premio Nobel la Fabbri Editori ristampa in DVD tutto Il Teatro di Dario Fo e Franca Rame includendo due DVD del programma Trasmissione Forzata.
Nel 2010 e 2011 compare varie volte nel popolare show televisivo Zelig di Canale 5, nella veste di cantante e cabarettista; suo figlio Paolo Jannacci ricoprirà la carica di maestro dell'orchestra del medesimo show nel 2011.
Il 19 dicembre 2011 Fabio Fazio conduce uno speciale su Enzo Jannacci in cui amici di lungo corso del musicista milanese, presente in studio col figlio Paolo, lo omaggiano interpretando suoi brani; tra essi Dario Fo, Ornella Vanoni, Fabio Fazio, Cochi e Renato, Paolo Rossi, Teo Teocoli, Roberto Vecchioni, Massimo Boldi, Antonio Albanese, J-Ax, Ale e Franz, Irene Grandi e altri. Enzo Jannacci compare nell'ultima parte dell'evento cantando due sue canzoni, fra cui la celeberrima Quelli che... rivisitata e attualizzata per l'occasione.

### La passione per il karate
Jannacci era appassionato di arti marziali ed ha dedicato molti anni alla pratica del karate (prima ancora si era interessato al judo), sotto la guida del maestro giapponese Hiroshi Shirai (decimo dan), specializzandosi nello stile Shotokan e nella pratica del kumite (allenamento con avversario), e raggiungendo infine il grado di cintura nera (terzo dan). Divenuto insegnante egli stesso, realizzò anche una videocassetta in cui lui e il maestro Enzo Montanari (sesto dan ed ex vicecampione mondiale) espongono i rudimenti dell'arte marziale.

### Gli ultimi tempi e la morte

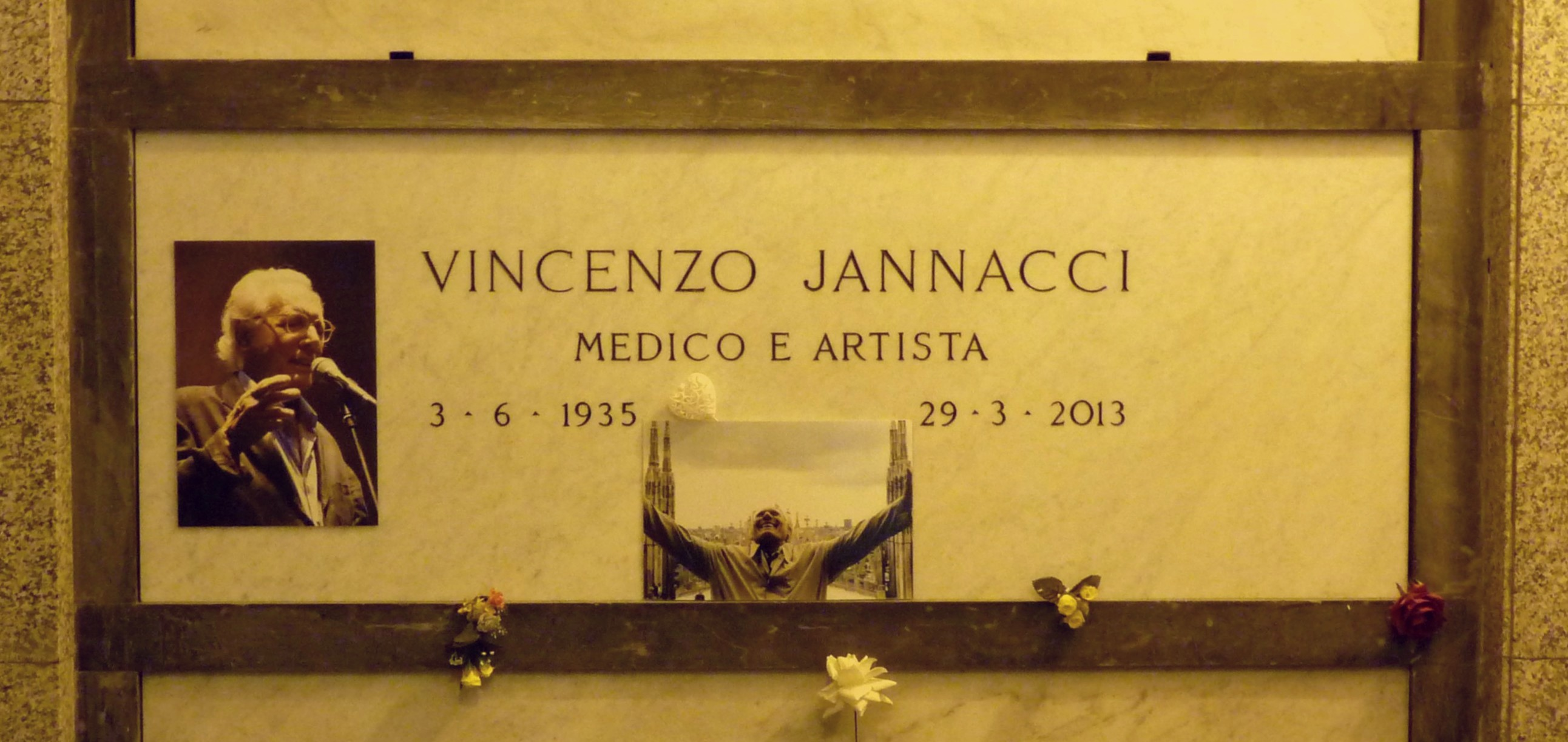
Lapide di Enzo Jannacci al cimitero monumentale di Milano, nella cripta del famedio

Negli anni 2010 inizia a diradare concerti e apparizioni pubbliche a causa dell'età e dei problemi di salute e rivela il suo nuovo interesse per le tematiche religiose e la spiritualità cristiana, pur definendosi talvolta «ateo laico molto imprudente» e talvolta "credente". Nel 2009, in una intervista al Corriere della Sera, entra sorprendentemente nel dibattito sull'eutanasia, a proposito della drammatica vicenda di Eluana Englaro. Il suo giudizio sulla richiesta di sospensione delle cure alla ragazza è pesantemente negativo: "La vita è importante anche quando è inerme e indifesa. Fosse mio figlio mi basterebbe un battito di ciglio". Termina l'intervista con la frase: "Se il Nazareno tornasse ci prenderebbe a sberle tutti quanti. Ce lo meritiamo, eccome, però avremmo così tanto bisogno di una sua carezza".
Jannacci muore a Milano il 29 marzo 2013, all'età di 77 anni, a causa di un tumore di cui soffriva da alcuni anni e per il quale era ricoverato alla clinica Columbus. Grande fu il cordoglio espresso da personaggi del mondo dello spettacolo e dello sport, di cui era noto appassionato, in particolare del calcio (era un grande tifoso del Milan). La camera ardente viene allestita il 31 marzo e 1 aprile al foyer del Teatro Dal Verme, il funerale si svolge il 2 aprile nella basilica di Sant'Ambrogio e il corpo viene tumulato nella cripta del famedio del cimitero monumentale.
Nel 2023 viene pubblicato l'album postumo Qualcosa da ascoltare. Tra inediti e rarità.

## Discografia

### Album in studio
- 1964 – La Milano di Enzo Jannacci
- 1966 – Sei minuti all'alba
- 1968 – Vengo anch'io. No, tu no
- 1970 – La mia gente
- 1972 – Jannacci Enzo
- 1975 – Quelli che...
- 1976 – O vivere o ridere
- 1977 – Secondo te...Che gusto c'è?
- 1979 – Foto ricordo
- 1980 – Ci vuole orecchio
- 1980 – Nuove registrazioni
- 1981 – E allora...Concerto
- 1983 – Discogreve
- 1985 – L'importante
- 1987 – Parlare con i limoni
- 1991 – Guarda la fotografia
- 1994 – I soliti accordi
- 1998 – Quando un musicista ride
- 2000 – Jannacci
- 2001 – Come gli aeroplani
- 2003 – L'uomo a metà
- 2004 – Milano 3.6.2005
- 2006 – The Best 2006
- 2013 – L'artista
- 2023 – Qualcosa da ascoltare. Tra inediti e rarità

## Libri
- L'incompiuter, con Giuseppe Viola, Milano, Bompiani, 1974 [ristampato nel 1994 come No tu no (ISBN 88-452-2156-3)].
- Enzo Jannacci. Un clown allampanato, fulmineo e folle, interviste a cura di Vincenzo Mollica, Poggibonsi, A. Lalli, 1979.
- Canzoni, con saggio di Gianfranco Manfredi. Roma, Lato Side, 1980.
- Sapessi com'è strano conoscere Milano, con Leonida Villani, Milano, Celip, 1984.
- Vengo anch'io! No, tu no, con Dario Fo e Fiorenzo Fiorentini, Roma, Gallucci, 2003. ISBN 88-88716-04-1.
- Parole e canzoni, Torino, Einaudi, 2005. ISBN 88-06-17620-X.

## Opere commemorative

### Percorso Jannacci a Milano

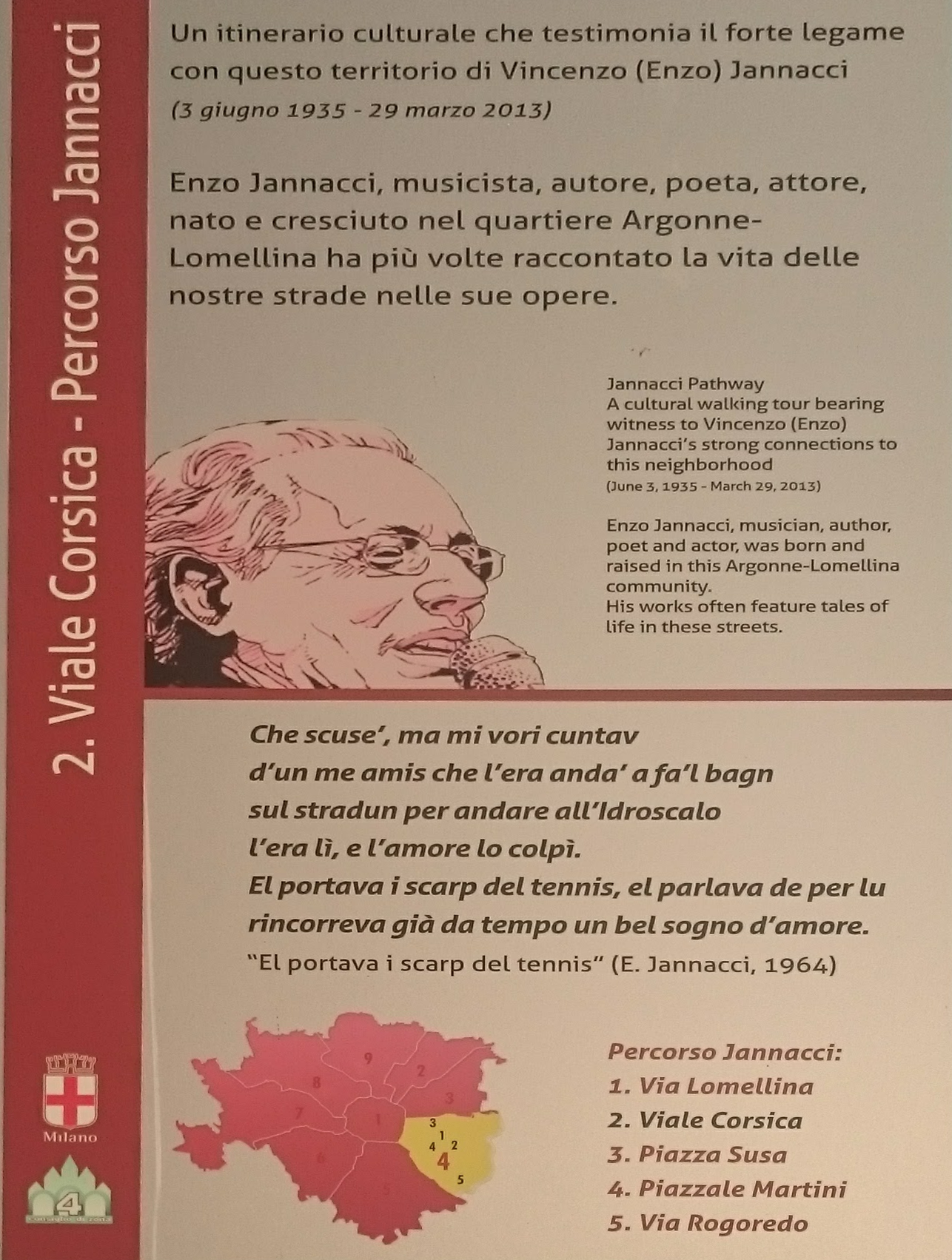
Targhetta dedicata a Enzo Jannacci in viale Corsica a Milano

Il 26 settembre 2015 il Comune di Milano inaugura il Percorso Jannacci, nato da un'iniziativa promossa dalla commissione cultura del Consiglio di Zona 4. Il percorso consiste in cinque punti d'interesse che rimandano all'opera del cantautore.
Il primo, una targhetta commemorativa ispirata alla canzone E io ho visto un uomo, si trova in via Lomellina angolo via Sismondi.
Il secondo è un murale opera dell'artista cubano Danis Ascanio sul ponte ferroviario di viale Corsica angolo via Ardigò, nei pressi della fermata del passante ferroviario Forlanini. L'opera si trova proprio nel viale che percorreva il senzatetto della canzone El portava i scarp del tennis e raffigura appunto un paio di scarpe da tennis.
Il terzo e il quarto luogo, entrambi citati nella canzone La forza dell'amore scritta da Dario Fo, si trovano in piazzale Susa angolo viale Campania e in piazza Martini 14.
Infine il quinto luogo d'interesse è un murale che decora il sottopassaggio tra via Rogoredo e via Orwell a opera degli artisti di strada Ste-Marta, Mister Caos e Francesca Pels. La stazione di Milano Rogoredo è ambientazione della canzone Andava a Rogoredo alla quale l'opera è ispirata.

Il Comune di Milano intitola lo storico dormitorio di viale Ortles ad Enzo Jannacci

### Altre opere
L'8 settembre 2023, all'80ª Mostra internazionale d'arte cinematografica di Venezia, nella sezione "fuori concorso", viene presentato il docufilm Enzo Jannacci - Vengo anch'io, con la regia di Giorgio Verdelli. Un percorso della vita artistica di Enzo con la testimonianza del figlio Paolo e di tanti altri colleghi. Il docufilm è presente anche al cinema dopo tre giorni fino al 13 dello stesso mese.
Nel febbraio 2015 il cantautore milanese Enrico Ruggeri presenta al Festival di Sanremo (dove è invitato come superospite) la canzone Tre signori dedicata a Enzo Jannacci, Giorgio Gaber e Giorgio Faletti.
Nel 2024 Roberto Tardito inserisce due brani scritti dall'artista nel suo album I, Sfiorisci bel fiore e La Rossa, originariamente interpretata da Milva.

## Filmografia
- La vita agra, regia di Carlo Lizzani (1964)
- Quando dico che ti amo, regia di Giorgio Bianchi (1967)
- Le coppie, regia di Mario Monicelli, episodio Il frigorifero (1971)
- L'udienza, regia di Marco Ferreri (1972)
- Il mondo nuovo, regia di Ettore Scola (1982)
- Scherzo del destino in agguato dietro l'angolo come un brigante da strada, regia di Lina Wertmüller (1983)
- Figurine, regia di Giovanni Robbiano (1997)
- Un giorno fortunato, regia di Massimo Martelli (1997)
- La bellezza del somaro, regia di Sergio Castellitto (2010)
- Enzo Jannacci - Vengo anch'io, regia di Giorgio Verdelli – docufilm (2023)

## Prosa radiofonica Rai
- Il provino, originale televisivo di Martino Montero, regia di Lyda C. Ripandelli, trasmesso il 1º gennaio 1964.